# Santa Colomba de Curueño
Santa Colomba de Curueño là một đô thị trong tỉnh León, Castile và León, Tây Ban Nha. Theo điều tra dân số 2004 (INE), đô thị này có dân số là 601 người.